# Johann Schmid (Politiker)
Johann Schmid (* 14. Januar 1850 in Vals; † 27. Mai 1931 in Zizers; katholisch, heimatberechtigt in Vals) war ein Schweizer Politiker (Föderaldemokraten).

## Leben
Johann Schmid kam am 14. Januar 1850 in Vals als Sohn des Landwirts, Posthalters und Kaufmanns Lorenz Schmid und der Ursula geborene Schnider zur Welt. Er besuchte die Dorfschule und das Kollegium in Schwyz, anschliessend schrieb er sich in Heidelberg, München und Zürich für das Studium der Rechte ein. Nach dem Abschluss zum Dr. iur. führte Johann Schmid eine Anwaltspraxis in Chur.
Zu dieser Tätigkeit fungierte Schmid von 1885 bis 1893 und 1903 bis 1930 als Kantonsrichter sowie von 1906 bis 1930 als Präsident des Kantonsgerichts. Des Weiteren trat er auch als Verfasser juristischer Schriften in Erscheinung. Johann Schmid, der mit Maria Elisabeth geborene Hähle verheiratet war, starb am 27. Mai 1931 in Zizers.
Auf politischer Ebene gehörte Schmid von 1875 bis 1883 und 1885 bis 1887 dem Grossen Rat des Kantons Graubünden an, dem er 1909 als Standespräsident vorstand. Weiters wirkte er von 1894 bis 1902 im Kleinen Rat sowie von 1881 bis 1893 und 1905 bis 1919 im Nationalrat. Ausserdem amtierte Johann Schmid in den Jahren 1884 bis 1891 als erster katholischer Kreispräsident von Chur.
Johann Schmid galt als ein im katholischen Milieu fest verwurzelter Protagonist der Bündner Föderaldemokraten und 1903 der Konservativ-demokratischen Partei (KDP).

## Werk
- Rekurspraxis des Kleinen Rates des Kantons Graubünden aus den Jahren 1894 bis 1902. 1905